# ألبرت شيكيدانز
ألبرت شيكيدانز (بالألمانية: Albert Schickedanz) (و. 1846 – 1915 م) هو مهندس معماري، ورسام من النمسا، والمجر، ولد في بييلسكو فيالا، توفي في بودابست، عن عمر يناهز 69 عاماً.

## التعليم
تعلم في معهد كارلسروه للتكنولوجيا
.